# Palle Rosenkrantz (författare)
Palle Adam Vilhelm Rosenkrantz, född 22 april 1867 i Helsingör, död 1 oktober 1941 i Charlottenlund, var en dansk jurist och författare.